# Garfield's Babes and Bullets
Garfield's Babes and Bullets is de negende halfuur durende tv-special gebaseerd op de strip Garfield. Deze special is gebaseerd op een fragment uit de boekversie van Garfield: His 9 Lives uit 1984.
De special verscheen in 1989 en won wederom een Emmy Award voor beste animatieprogramma.

## Samenvatting
Op een regenachtige dag dagdroomt Garfield dat hij de beroemde detective Sam Spayed (woordspeling op Sam Spade) is. In deze fantasiewereld, geheel in film noir-stijl, onderzoekt hij de moord op een professor van de plaatselijke universiteit. Het slachtoffer is om een of andere reden achter het stuur in slaap gevallen en zo een afgrond ingereden. De weduwe van de man denkt aan moord. Het wordt al snel duidelijk dat de professor nogal vaak koffie dronk. Zo veel zelfs dat hij zware slaappillen nodig had om nog in slaap te kunnen vallen 's avonds. Enkele van deze pillen waren die desbetreffende avond door een collega in de koffie van de professor opgelost. Hierdoor viel de professor in slaap achter het stuur en reed de afgrond in.

## Muziek in Babes and Bullets
- "Babes and Bullets" door Lou Rawls

## Rolverdeling
| Acteur             | Personage              |
| ------------------ | ---------------------- |
| Lorenzo Music      | Garfield / Sam Spayed  |
| Thom Huge          | Jon Arbuckle, Landlord |
| Gregg Berger       | Odie, Burt Fleebish    |
| Desirée Goyette    | Tanya                  |
| Julie Payne        | Kitty                  |
| Nino Tempo         | Lt. Washington         |
| C. Lindsay Workman | O'Felix                |
| Lou Rawls          | zangstem               |